# بصائر الدرجات
كتاب بصائر الدرجات هو أحد مصادر الحديث عند الشيعة ، ألّفه أبو جعفر محمد بن الحسن بن فروخ الصفار، المعروف بالصفار القمي (المتوفي 290 هـ ) وهو من أصحاب الإمام الحسن العسكري ومن أعلام القرن الثالث الهجري، جمع فيه أحاديث حول أئمة الشيعة، من فضائلهم وعلمهم وولايتهم.

## المؤلف
أبو جعفر محمد بن الحسن بن فروخ الصفار، المعروف ب الصفار القمي هو أحد المحدّثين وفقهاء الشيعة، وكان من اصحاب الامام الحسن العسكري وكان له مكاتبات سرية معه في زمن الدولة العباسية عن استفسارات الشيعة، فكان يجيبه الإمام وهو يوصلها إلی الشيعة. فكان يربط الشيعة بإمامهم وقد روى عن الامام الكثير من الروايات ولذلك له مكانة رفيعة عند الشيعة. اعتمد الشيخ الكليني على كثير من الروايات التي نقلها الصفَّار عن الأئمّة. وقال عنه الشيخ أحمد النجاشي في رجاله: «كان وجهاً في أصحابنا القمّيين ثقة عظيم القدر راجحاً.»
له مؤلفات كثيرة، منها:
كتاب الصلاة، الوضوء، كتاب الصيام،الحج، النكاح،الطلاق، المزار، الرد على الغلاة، التقية، المناقب، ما روي في أولاد الأئمة، الجهاد وبصائر الدرجات.
توفي الصفار القمي، في مدينة قم، سنة 290 هـ ودُفن فيها.‍‍

## محتوی الكتاب
يعد كتاب بصائر الدرجات من الكتب الكلامية الشيعية وهو يشتمل علی أحاديث حول أئمة الشيعة، من فضائلهم وعلمهم وولايتهم.
ألّفه المصنف في البداية علی شكل كتابا صغيرا بحجم مختصر ثم اضاف عليه وزاده ورتبه، ولهذا توجد نسختان من هذا الكتاب، تسمی إحدائهما ببصائر الدرجات الصغرى والاخری ببصائر الدرجات الكبرى.
يشتمل الكتاب علی 1881 حديثا وذلك في عشرة اجزاء وكل جزء مقسم على 10 إلى 24 باب.

## النسخ الخطية
توجد من كتاب بصائر الدرجات عدّة نسخ خطية محفوظة في بعض المكتبات، فمن أقدم النسخ لكتاب بصائر الكبری هي نسخة أبو النصر علي بن محمد كتبها في صفر سنة 591هـ وهي محفوظة في المكتبة العامة لآية الله المرعشي النجفي في مدينة قم.
وهناك نسخة لكتاب المختصر في مكتبة الحسن صدر الدين وهي بخط محمد زكي بن إبراهيم الجرفادقاني كتبها سنة 1059،
ونسخة اخری موجودة في مكتبة الحسينية في النجف من وقف الحاج المولى علي محمد.

## وصلات خارجية
- قراءة كتاب بصائر الدرجات